# Zurab Zhvania
Zurab Zhvania (tiếng Gruzia: ზურაბ ჟვანია) (9 tháng 12 năm 1963 – 3 tháng 2 năm 2005) là một chính khách Gruzia. Ông là thủ tướng Gruzia và Chủ tịch Quốc hội và Bộ trưởng không bộ. Ông giữ chức thủ tướng ngày 8 tháng 2 năm 2004 cho đến khi qua đời ngày 3 tháng 2 năm 2005. Ngày 3 tháng 2 năm 2005, Thủ tướng Zurab Zhvania được cho là đã chết vì bị đầu độc bằng carbon monoxit trong một vụ rò rỉ khí gas tại nhà Raul Usupov, phó thống đốc vùng Kvemo Kartli. Sau đó, bạn thân và là đồng minh từ lâu của Zhvania, Bộ trưởng tài chính Zurab Nogaideli đã được tổng thống Saakashvili chỉ định vào chức vụ này.